# La Plus Douve Farm Cemetery
La Plus Douve Farm Cemetery is een Britse militaire begraafplaats met gesneuvelden uit de Eerste Wereldoorlog, gelegen in het Belgische dorp Ploegsteert. De begraafplaats ligt 3,2 km ten noorden van het dorpscentrum en 950 m ten zuidoosten van Wulvergem. Ze werd ontworpen door Charles Holden met medewerking van William Cowlishaw en wordt onderhouden door de Commonwealth War Graves Commission. Het terrein heeft een onregelmatige vorm en is omgeven door een bakstenen muur. De toegang is via een brugje over een sloot. Het Cross of Sacrifice staat op een laag plateau direct aan het toegangshek. Aan de andere kant van de aangrenzende boerderij, 90 m noordelijker, ligt Ration Farm (La Plus Douve) Annexe.
Er worden 345 doden herdacht.

## Geschiedenis
In de vallei van de Douvebeek bevonden zich twee boerderijen. Een ervan, La Petite Douve, was in november 1915 het doelwit van een geslaagde aanval door het 7th Canadian Infantry Battalion. De andere die tijdens het grootste deel van de oorlog in geallieerde handen was, werd gebruikt als bataljonshoofdkwartier. De begraafplaats werd gestart door de 48th (South Midland) Division in april 1915 en gebruikt tot mei 1918 toen ze tijdens het Duitse lenteoffensief in Duitse handen viel.
Nu ligger er 101 Britten, 88 Canadezen, 86 Australiërs, 61 Nieuw-Zeelanders en 9 Duitsers begraven.

## Graven

### Onderscheiden militairen
- Edward Adams, kapitein bij de Australian Infantry werd onderscheiden met het Military Cross (MC).
- compagnie sergeant-majoor Joseph Bernard McGowan en sergeant Joseph Gordon Morris ontvingen de Distinguished Conduct Medal (DCM).
- de korporaals Rupert James Bond, George Campbell Davies, Ernest Ellis Islip en Hubert Harry Styles Street en kanonnier Harry Kingsnorth ontvingen de Military Medal (MM).

### Minderjarige militairen
- Robert Edward Watson, soldaat bij de Australian Infantry, A.I.F. was 16 jaar toen hij op 24 maart 1918 sneuvelde.
- Siften Douglas Mann, soldaat bij de Canadian Infantry was 17 jaar toen hij op 30 december 1915 sneuvelde.

### Aliassen
- korporaal Frederick George Moody diende onder het alias Frederick George Minter bij de Australian Infantry, A.I.F..
- soldaat Alexander Sutherland King diende onder het alias Alexander Sutherland bij de Canadian Infantry.
- soldaat Hugh Wilson McCabe diende onder het alias J. Dennis bij de Canadian Infantry.
- soldaat Edwin Carey Whyte diende onder het alias Edwin Carey bij de Canadian Infantry.